# Erholungsgebiet Wienerberg

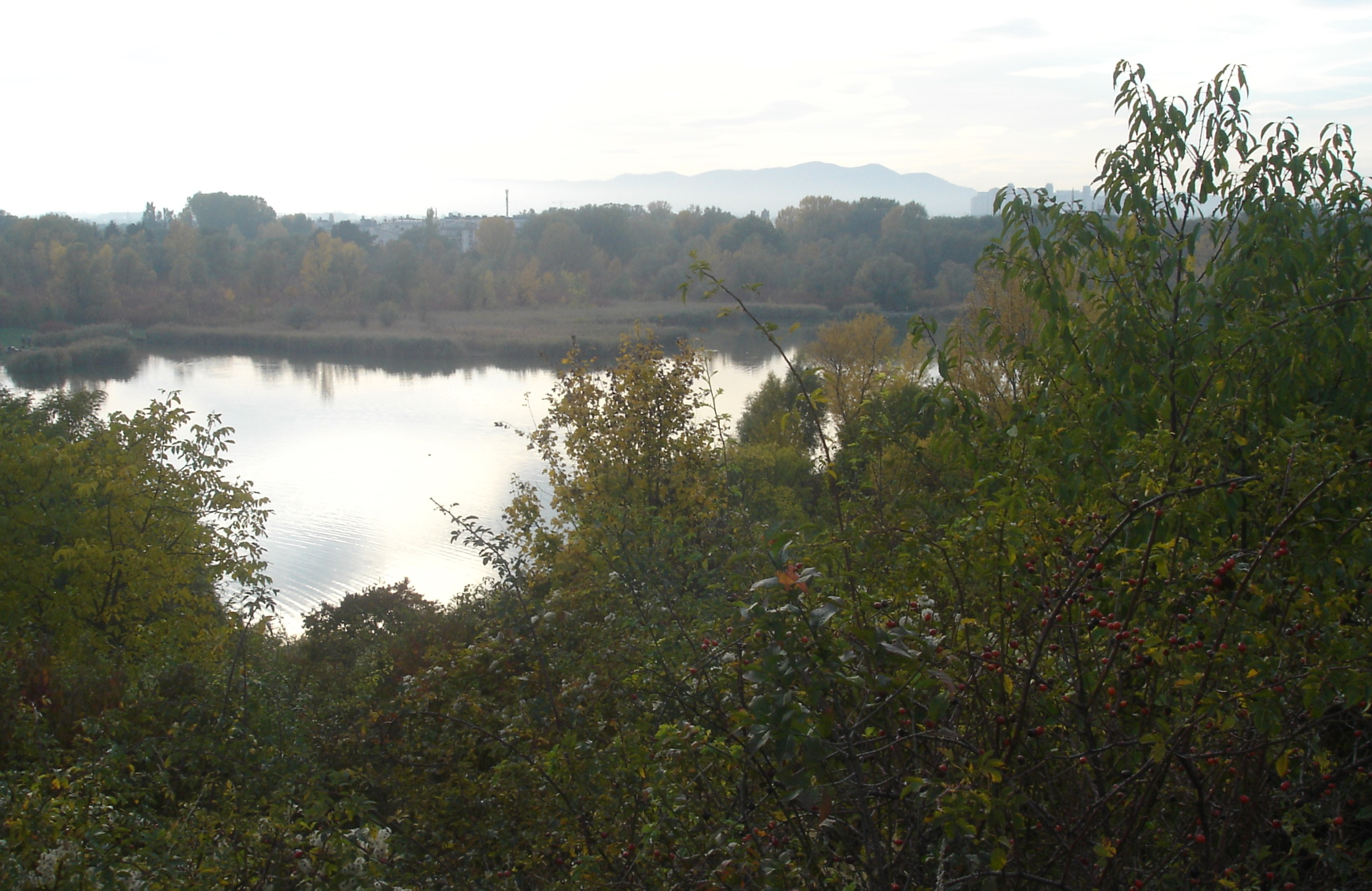
Blick über den Teich

Das Erholungsgebiet Wienerberg in Wien ist eine große Grünfläche auf ehemaligem Ziegeleigelände am südlichen Abhang des Wienerbergs. Es liegt im Süden der Stadt, im 10. Bezirk (Favoriten), zwischen Triester Straße im Westen, Raxstraße im Norden, Neilreichgasse im Osten sowie Otto-Probst-Straße und Friedrich-Adler-Weg im Süden.
Es zählt zu den ab 1955 in jahrzehntelangem Bemühen von der Stadtverwaltung erworbenen Flächen, die die Erweiterung des Wald- und Wiesengürtels nach Süden und Osten ermöglichen sollten. 1967 erwarb die Gemeinde Wien das zuletzt als Mülldeponie verwendete, 120 Hektar umfassende Gelände, 1983–1995 wurde es unter der Leitung von Otto Häuselmayer in ein Erholungsgebiet umgewandelt. Der Teil östlich der Triester Straße wurde 1990 fertiggestellt, bis 1995 folgte der Teil westlich davon, der allerdings eher durch Sportplätze (mit dem Budo-Center) geprägt ist. Die Straße kann unterquert werden.
Ende der 1980er Jahre wurde das Erholungsgebiet Wienerberg als naturnah gestaltete Wald-, Wiesen- und Teichlandschaft zugänglich gemacht. Die naturnahe Gestaltung durch die Magistratsabteilung 49, das Forstamt der Stadt Wien, steht in markantem Gegensatz zur aufwändigen gärtnerischen Gestaltung, die den für die Internationale Gartenschau 1974 (WIG 74) geschaffenen Kurpark Oberlaa, ebenfalls auf einem Südhang des 10. Bezirks im Süden der Stadt, kennzeichnet. Eine mit dem Rudolf-Wurzer-Preis ausgezeichnete Befragungsstudie stellte aber ein hohes Maß an Besucherzufriedenheit fest. Die starke Bautätigkeit im Umfeld führte seit 1990 zwar zu Flächenverlusten des Erholungsgebiets, andererseits erhöhte sich die Bewohnerzahl in fünfminütiger Gehdistanz seit 1948 auf etwa das Doppelte.